# Gliese 832
Gliese 832 is een ster met een magnitude van +8,672 in het sterrenbeeld Grus (Kraanvogel) met een spectraalklasse van M2/3V . De ster bevindt zich 16,2 lichtjaar van de zon.

## Planeten
Binnen de bewoonbare zone van Gliese 832 bevinden zich twee planeten, Gliese 832 b en Gliese 832 c. In 2009 werd door astronomen Gliese 832 b ontdekt, een planeet die lijkt op Jupiter. In juni 2014 werd Gliese 832 c ontdekt, een exoplaneet met een massa die 5,4 keer zo groot is als de Aarde en dezelfde hoeveelheid energie ontvangt die de Aarde van de Zon ontvangt. Daardoor zou de temperatuur mogelijk dezelfde kunnen zijn als die op het aardoppervlak, waardoor ook het klimaat hetzelfde is. Als dat zo is, men spreekt dan van een terrestrische planeet of aardplaneet, is er ook een mogelijkheid dat organismen er kunnen overleven.